# Gypsophila umbricola
Gypsophila umbricola är en nejlikväxtart som först beskrevs av John Richard Ironside Wood, och fick sitt nu gällande namn av R.A. Clement. Gypsophila umbricola ingår i släktet slöjor, och familjen nejlikväxter. Inga underarter finns listade i Catalogue of Life.